# MH (E-Mail)
MH ist eine Software zum Lesen und Verfassen von E-Mails, die aus mehreren Programmen für jeweils eine Funktion besteht und jede E-Mail als separate Datei verwaltet.
MH wurde in den 1970er Jahren bei der RAND Corporation entwickelt. Etwa 1977 formulierten R. Stockton Gaines und Norman Z. Shapiro die Grundzüge des Konzepts. Realisiert wurde es Ende 1978 von Bruce S. Borden. Die Software heißt MH, weil Borden kein anderer Name als die Abkürzung von Mail Handler einfiel.
Der Vorläufer von MH war MS. MS hatte die RAND Corporation im Auftrag entwickelt. Mitarbeiter waren aber unzufrieden mit dieser monolithischen Software, weil sie langsam und schwer zu durchschauen war.
1982 begann unter der Leitung von Marshall Rose eine fünfjährige Metamorphose von MH an der University of California, Irvine. Die Universität betreute die Software bis 2006. Große Beiträge zu MH leistete unter anderem auch die University of California, Berkeley. MH wurde auch von Unix auf MS-DOS portiert.
MH ist inzwischen gemeinfrei[Beleg?] und darf deshalb in andere Software einfließen, ohne auch nur genannt zu werden. Eine Weiterentwicklung erfolgt unter dem Namen nmh, der für new MH steht. Eine weitere Implementierung ist in den Mailutils von GNU enthalten, mit denen beispielsweise MH-E die Integration in Emacs realisiert. Sylpheed und Claws Mail setzen auf das Speicherformat von MH. Mutt unterstützt das Speicherformat von MH neben mbox und Maildir.
Das Speicherformat von MH ermöglicht zur Strukturierung beliebig tief verschachtelbare Unterordner sowie Gruppierungen enthaltener Dateien.